# Macrolenes
Macrolenes là một chi bọ cánh cứng trong họ Chrysomelidae.
Chi này được miêu tả khoa học năm 1837 bởi Chevrolat.

## Các loài
Các loài trong chi này gồm:
- Macrolenes bellieri Reiche, 1860
- Macrolenes dentipes G.A. Olivier, 1808